# Майка (сериал, 2016)
Майка (на турски: Anne) e турски драматичен сериал, излязъл на телевизионния екран през 2016 г.

## Сюжет
Зейнеп Гюнеш получава работа като временна учителка в местно основно училище в град Бандърма. Скоро тя осъзнава, че един от нейните ученици, Мелек, страда от малтретиране, извършвано от нейната майка Шуле и приятеля на майка и, Дженгиз. Когато Зейнеп разбира, че никой не прави нищо, за да помогне на Мелек, тя поема нещата в свои ръце, като симулира смъртта на Мелек, отвлича я, отвежда я в Истанбул и се опитва да стане нейната нова майка. Въпреки това, когато Шуле и Дженгиз разбират, че Мелек всъщност е жива и са я отвлекли зад гърба им, Шуле решава да се опита да принуди Мелек да я обича. И когато Шуле и Дженгиз имат ново бебе, Хасан, Мелек е принудена да се грижи както за него, така и за себе си. Въпреки това Зейнеп отказва да се откаже, докато не върне Мелек при себе си. В крайна сметка Шуле и Зейнеп разбират, че трябва да работят заедно, за да поправят всичко това. Историята се върти около живота на Мелек, самоличността на Зейнеп и незаменимата връзка между майка и дъщеря.

## Излъчване
| Сезон | Епизоди | Начало на сезона | Край на сезона | Всички епизоди | ТВ сезон    | ТВ канал | Дата и час      |
| ----- | ------- | ---------------- | -------------- | -------------- | ----------- | -------- | --------------- |
| 1     | 33      | 25 октомври 2016 | 20 юни 2017    | 1 – 33         | 2016 – 2017 | Star TV  | вторник (20:00) |

## Излъчване в България
| Сезон | Епизоди | Начало на сезона  | Край на сезона | Всички епизоди | ТВ сезон | ТВ канал | Дата и час                 |
| ----- | ------- | ----------------- | -------------- | -------------- | -------- | -------- | -------------------------- |
| 1     | 85      | 16 януари 2018 г. | 14 май 2018 г. | 1 – 85         | 2018 г.  | bTV Lady | всеки делничен ден (22:00) |

## Актьорски състав
- Джансу Дере – Зейнеп Гюнеш-Демир
- Вахиде Перчин – Гьонюл Аслан
- Берен Гьокйълдъз – Мелек Акчай/Турна Гюнеш
- Гонджа Вуслатери – Шуле Акчай-Йълдъз
- Серхат Теоман – Синан Демир
- Беркай Атеш – Дженгиз Йълдъз
- Гюленай Калкан – Джахиде Гюнеш
- Джан Нергис – Али Архан
- Шюкрю Тюрен – Ариф
- Ахсен Ероглу – Дуру Гюнеш
- Ализе Гьордюм – Гамзе Гюнеш
- Умут Ийт Ванлъ – Сарп
- Онур Дикмен – Ръфат
- Мерал Четинкая – Зейнеп Аслан
- Ерди Болат – Рамо
- Али Сюрея – Мерт
- Мурат Йълдъръм – Бехлюл

## В България
В България сериалът започва излъчване на 16 януари 2018 г. по bTV Lady и завършва на 14 май. На 14 януари 2020 г. започва повторно излъчване и завършва на 11 май. На 30 януари 2019 г. започва излъчване по bTV и завършва на 15 май. Дублажът е на студио Медиа Линк. Ролите се озвучават от Василка Сугарева, Христина Ибришимова, Ани Василева, Николай Николов и Момчил Степанов.